# Parisupploppen 2005

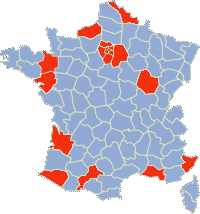
De drabbade departementen den 5 november 2005.

På kvällen den 27 oktober 2005 utbröt en serie upplopp i Paris förorter. Upploppen spred sig sedan till centrala Paris och våldsaktioner blossade även upp i andra städer runt om i Frankrike. Våldsamheterna klingade av först i mitten av november 2005.

## Utlösande faktor
Upploppen hade till en början sitt centrum i departementet Seine-Saint-Denis i Paris nordöstra delar, och började med två dödsfall i staden Clichy-sous-Bois. Den 27 oktober upptäcktes tre ungdomar av nordafrikanskt ursprung på platsen för ett inbrott. När polis anlände till platsen råkade ungdomarna i panik och tog till flykten. De klättrade så småningom in i en transformatoranläggning. Två av dem, 15 och 17 år gamla, avled av elektriska stötar. Den tredje, 21 år, ådrog sig allvarliga skador men överlevde. Under tiden hade polispatrullen avslutat sin insats och återvänt till polisstationen. Enligt polisrapporten förekom inte någon polisjakt. Den 3 november inledde polisen en förundersökning kring de två dödsfallen. Då rasade sedan flera dagar våldsamheterna i och runt Clichy-sous-Bois.

## Tidslinje

### Torsdag 27 oktober
I Clichy-sous-Bois avled Ziad Benna och Banou Traoré efter att ha kommit i kontakt med strömförande ledningar i en transformatorstation, där de gömt sig undan polisen. En tredje ung man överlevde. Oroligheterna inleddes med att ungdomsgäng stötte samman med polis och brandmän. Ett drygt dussin bilar antändes och byggnader vandaliserades. Ett 50-tal poliser skyddade stadshuset. I närbelägna Épinay-sur-Seine begicks ett rånmord som påstås vara del av oroligheterna, men det är oklart hur de båda händelserna hänger samman.
Se även: Bilantändning i Frankrike

### Fredag 28 oktober
Under natten drabbade 400 ungdomar samman med 250-300 poliser och gendarmer. Ett skott sades ha avfyrats mot ett fordon tillhörande kravallpolisen CRS (Compagnies républicaine de sécurité), men utan att träffa. Sju poliser blev lindrigt skadade, ett trettiotal bilar och tiotalet soptunnor eldhärjades. Tretton ungdomar omhändertogs.

### Lördag 29 oktober
På lördagsmorgonen deltog cirka 500 personer i en tyst minnesmarsch genom Clichy-sous-Bois. I täten gick de avlidnas familjer samt representanter för stadens folkvalda. Ett drygt dussin ungdomar bar t-shirts med trycket Mort pour rien, "döda för ingenting". Natten var relativt lugn och brandkåren rapporterade 17 bränder utan särskilda våldsamheter.

### Söndag 30 oktober
Inrikesminister Nicolas Sarkozy hävdade på nationell TV att polisen inte jagat de två ungdomar som avlidit i transformatorstationen. Han framhöll att det från och med då skulle råda nolltolerans mot våldet. Sarkozy kommenderade 17 CRS-kompanier och sju skvadroner från det mobila gendarmeriet (la gendarmerie mobile) till regionen. Hans hårda attityd kritiserades av ministern för främjande av lika möjligheter (le ministre délégué à la promotion de l'égalité des chances), Azouz Begag. Begag, själv född av algeriska föräldrar, framhöll framför allt att Sarkozy inte borde kalla ungdomarna för slödder (racaille).
På kvällen kastades en tårgasbomb in i en moské i Clichy-sous-Bois. Man tvingades utrymma moskén, som var fullsatt av ramadanfirande muslimer. Bomben visade sig vara av samma typ som används av CRS. De första rapporterna sade att den kastats in av misstag, senare spekulerades det i om någon annan än polisen kastat den. En internutredning inom polisen inleddes. Under natten skadades sex polismän och elva personer förhördes.

### Måndag 31 oktober
De avlidna tonåringarnas familjer vägrade att möta Nicolas Sarkozy, som de menar är inkompetent. De ville i stället mottas av premiärminister Dominique de Villepin. I Clichy-sous-Bois blev natten mycket lugnare, men våldsamheterna spred sig dock i Seine-Saint-Denis.

### Tisdag 1 november
Premiärminister de Villepin mötte de avlidnas familjer. På kvällen samlade inrikesminister Sarkozy trettiotalet tjänstemän, folkvalda och ungdomar från Seine-Saint-Denis i "ett försök att ena ansträngningarna från alla intresserade parter för att få lugnet att återvända till de berörda förorterna". Natten mellan tisdag och onsdag spred sig oroligheterna till tre andra departement: Seine-et-Marne, Yvelines och Val-d'Oise. Det talades nu om små och lättrörliga grupper. Hårdast drabbat var dock fortfarande Seine-Saint-Denis: i Aulnay-sous-Bois kastades molotovcocktailer mot stadshuset och i Sevran brann en skola. Polisen sades ha skjutit med gummikulor mot deltagarna i upploppet.

### Onsdag 2 november
Efter ett extrainkallat regeringsmöte manade president Jacques Chirac till lugn och respekt för lagen. De Villepin samlade ett antal ministrar som särskilt berördes av behovet för handling i vad han kallade känsliga stadsdelar (zones urbaines sensibles). En handlingsplan ska tas fram innan slutet av november. De Villepin ställde in en resa till Kanada och Sarkozy en resa till Asien. Under natten brann 177 bilar; totalt hade 315 fordon satts i eld sedan upploppen startade. I Aulnay-sous-Bois vandaliserades ett postkontor, ett shoppingcentrum, två skolor och en Renaultåterförsäljare. Två skarpa skott avlossades mot CRS-män i La Courneuve, även brandmän i Noisy-le-Sec rapporterade att de beskjutits. På järnvägsstationen i Blanc-Mesnil angrep ungdomsgäng en eller möjligen två tågvagnar på ett pendeltåg och bestal flera passagerare. En konduktör tvingades lämna tåget och en person skadades lindrigt av glassplitter. På torsdagen begränsades tågtrafiken av säkerhetsskäl och efter strejkuppmaningar från facket.

### Torsdag 3 november
En 56-årig rörelsehindrad kvinna brännskadades svårt då en buss i Sevran stoppades; övriga passagerare och chauffören lyckades ta sig ur bussen innan molotovcocktails kastades in. Kvinnan räddades av chauffören. Genom stenkastning hindrades räddningstjänsten i Meaux strax öster om Paris från att föra en person till sjukhus, och upploppsmakarna antände deras ambulans. För första gången spred sig oroligheterna utanför parisregionen; i Dijon sattes fem bilar i brand och våldet nådde även departementen Seine-Maritime och Bouches-du-Rhône. För första gången nådde också våldet staden Paris. Sju bilar sattes i brand, men polisprefekturen kunde inte bekräfta att det fanns ett samband med upploppen. Under natten till fredagen sattes totalt 593 bilar i brand. Ingen skottlossning rapporterades.

### Fredag 4 november
42 personer ställdes inför rätta i Bobigny, med avseende på perioden 28/10 – 1/11. Under natten eldhärjades 897 fordon, varav mer än en fjärdedel i områden utanför parisregionen. 170 personer anhölls eller togs i förvar. Vandalisering och våld rapporterades från Toulouse och Pau i sydväst, Nantes i väst, Rennes och Le Havre i nordväst, Lille i norr samt Strasbourg och Dijon i öst. I regeringsbyggnaden Hôtel Matignon mötte de Villepin och Sarkozy 16 ungdomar från så kallade känsliga stadsdelar för samtal. Städerna Aubervilliers och Pierrefitte-sur-Seine i Seine-Saint-Denis utsattes särskilt under natten; i den senare anfölls en synagoga.

### Lördag 5 november
I Aulnay-sous-Bois tågade 2000-3000 personer framför förkolnade bilvrak i protest mot våldet under devisen Non à la violence, oui au dialogue ("Nej till våld, ja till dialog"). Ett extra regeringssammanträde ägde rum och på radio beskrev åklagaren Yves Bot upploppen som organiserade, inte minst över internet, och riktade mot Republikens institutioner. Han förnekade att våldet skulle ha en etnisk koppling. Skolor brann i Grigny (Essonne) och Vigneux. I Achères väster om Paris totalförstördes en förskola och på lördagen krävde stadsborna att armén sattes in, annars, hotade de, skulle de bilda medborgargarden. Oroligheter fortsatte över hela landet och i Évreux i Normandie vandaliserades 50 bilar, ett shoppingcenter, ett postkontor och två skolor. 253 personer anhölls eller greps för förhör. På lördagskvällen brändes återigen bilar i Paris centrum, bland annat på Place de la République i 3:e arrondissementet. Den här gången var det uppenbart att händelserna hörde samman med upploppen.

### Söndag 6 november
I fullt dagsljust anfölls ett belgiskt nyhetsteam i Lille och en kameraman skadades. Under eftermiddagen mötte de Villepin representanter från muslimska grupper, folkvalda och poliser. Han meddelade att en satsnings på säkerheten skulle komma att genomföras "där det behövs för att återställa ordning". Natten blev den värsta dittills; ett trettiotal kravallpoliser besköts med hagelvapen i Grigny i vad polisen kallar ett bakhåll; två polismän skadades så allvarligt att de måste föras till sjukhus. I Toulouse anföll ungdomar och poliser varandra med basebollträn respektive tårgas. I departementen Pas-de-Calais och Hérault hade tre kyrkor utsatts för brandförsök. Mer än 1400 bilar stacks i brand och 395 personer anhölls. I Tyskland ägde våldsamheter rum i Bremen för andra dygnet i rad, och även i Berlin eldhärjades ett antal bilar. Den tyska polisen uteslöt inte att händelserna hörde samman med de franska kravallerna. En tysk regeringstalesman varnade dock för överdramatisering och förhastade slutsatser, andra menar att Tyskland inte har samma getton som finns i Frankrike. Även i belgiska media spekulerades det i om Bryssel nåtts av oroligheterna efter att fem bilar satts i brand. Belgiska myndigheter avfärdade händelserna som lokala, men sade att man noggrant följer utvecklingen i Frankrike.

### Måndag 7 november (dagen)
Media rapporterade att kravallerna krävt sitt första dödsoffer när en 61-årig man avled. Mannen hade legat i koma sedan han angreps på fredagen när han försökte släcka en eld. Hans änka mötte inrikesminister Sarkozy. Hon påpekade att hennes man hade trakasserats sedan ett år tillbaka och konstaterar att "Ca ne vient pas forcément des émeutes qui se déroulent actuellement en France" ("Det härrör inte nödvändigtvis från de våldsamheter som pågår i Frankrike just nu"). 2 Inrikesministern försökte förnya dialogen och mötte imamer, folkvalda med invandrarbakgrund samt organisationer mot rasism och utanförskap.
I Raincy, en grannkommun till Clichy-sous-Bois, utfärdade borgmästaren utegångsförbud. UOIF, en fransk muslimsk paraplyorganisation, utfärdade en fatwa som sade att det är varje muslims rätt att sträva efter jämlikhet och respekt för den egna personen, men att det inte får ske i strid med muslimsk förkunnelse eller de lagar som styr samhället. Över 1200 personer hade omhändertagits av polisen sedan oroligheterna började och ett 20-tal män hade dömts till fängelse; medelåldern på de gripna är mycket låg. Antalet förstörda fordon nådde uppemot 4500. 108 polis- och brandmän hade skadats.

### Måndag 7 november (kvällen)
Premiärminister de Villepin framträdde på den franska TV-kanalen TF1 för att presentera en handlingsplan. Dittills hade 8000 polismän mobiliserats över hela landet; på kvällen 7 november sattes ytterligare 1500 reservister in. Vid ett framflyttat regeringsmöte på tisdagsmorgonen ska regeringen komma att besluta om att ge prefekterna rätt att besluta om utegångsförbud i sina respektive departement om så behövs för att återställa ordning. Samtidigt utlovade han att insatser inom skola, jobb och bostäder skulle förstärkas. Bland annat föreslogs att elever med svårigheter skulle kunna byta ut studierna mot lärlingsprogram tidigare än förut, medan framstående elever skulle få ökat stöd för fortsatta studier. Ungdomsarbetslösheten skulle bekämpas, vänteperioden på ett jobb eller en praktikplats skulle vara max tre månader. Samtidigt fortsatte bostadsprogrammen och myndigheten för diskrimineringsbekämpning och jämlikhet skulle ges utökade befogenheter. De Villepin betonade flera gånger att Republiken innebär rättigheter men också skyldigheter. Totalt 192 personer hade eller skulle inom kort komma att ställas inför domstol.

### Måndag 7 november (natten)
Vid midnatt hade 324 bilar antänts, vilket var lägre än gårdagens 442 vid samma tidpunkt. Under hela natten hade 1173 bilar bränts och polisen arresterade 300 personer. Merparten av bränderna skedde dock utanför huvudstadsområdet och i media spekulerades det i om våldet i Paris nu "bara" höll takten, medan det i övriga landet fortfarande trappades upp. I kvarteret le Mirail i Toulouse stacks en buss i brand.

### Tisdag 8 november (dagen)
Under det framflyttade regeringsmötet vidtog regeringen nödvändiga åtgärder för att införa undantagstillstånd enligt 1955 års lag. Lagen, som senast användes i samband med kriget i Algeriet 1961, ger inrikesministern möjlighet att bevilja kraftigt stärkta befogenheter till prefekter i de departement som härjas av våldsamheterna. På eftermiddagen beslutade man i departementet Somme att införa utegångsförbud för den som är under 16 år klockan 00.01–06.00 den 9 november och sedan därefter 22.00–06.00 tills vidare. I tre andra departement förbjöds minderåriga att köpa bensin på dunk eller i kärl. Brott mot dessa ordningsregler skulle dock inte komma att straffas enligt den lag som gäller för undantagstillstånd, eftersom den skulle komma att träda i kraft först under onsdagen. Då skulle prefekter också kunna komma att beordra om husrannsakan utan domstolsorder. I Nationalförsamlingen debatterades åtgärderna ingående, då 1955 års lag även ger utrymme för åtgärder mot tryck- och mötesfriheten. Några sådana förslag fanns dock inte från politikerhåll. Inför nationalförsamlingen utvecklade premiärminister Dominique de Villepin föregående dags förslag till åtgärder i de 750 sedan tidigare utpekade känsliga stadsdelar (zones sensibles). I ett TV-sänt tal framgick bland annat att 5000 pedagogiska assistenter ska anställas i 1200 högstadieskolor (collèges). Från årsskiftet kommer inrikesministern också påbörja rekryteringen av 2000 nya polistjänster till de berörda områdena.

### Tisdag 8 november (natten)
Runt sjutiden på kvällen återupptogs oroligheterna i kvarteret le Mirail i Toulouse igen, dit inrikesminister Nicolas Sarkozy rest på blixtvisit. I Lyon stängdes kollektivtrafiken av när ett tåg anfölls med bensinbomber. Under natten brann 617 bilar och 204 personer arresterades, vilket betecknades som en relativt lugn natt. Vid midnatt publicerades regeringens beslut om undantagstillstånd i le Journal officiels webbupplaga, varvid beslutet vann laga kraft och 1955 års lag kunde tillämpas till 20 november. I Belgien stacks för tredje natten i rad bilar i brand, den här gången 14 stycken i sju olika städer. Myndigheterna noterade att det i samtliga fall rörde sig om individuella händelser och att de aldrig åtföljts av några folksamlingar eller andra typer av våldsamheter och vandalism.

### Onsdag 9 november
Ett antal större städer beslutade om utegångsförbud, främst för minderåriga. Bland fransmännen var stödet starkt; 3 av 4 ställde sig positiva till undantagstillståndet. I Lyon beslutades att ställa in all kollektivtrafik efter klockan 18:00. I Parisområdet kom prefekterna överens om att avvakta, framför allt med hänvisning till en tydlig avtrappning av våldet i regionen. Av 1462 anhållna personer hade dittills 273 dömts för sin inblandning i oroligheterna; 56 av dem omyndiga. Nicolas Sarkozy konstaterade att 120 av de dömda är utlänningar. Han uppmanade också prefekterna att omedelbart besluta om utvisningar av samtliga utländska medborgare som döms för sitt deltagande i oroligheterna. Utvisningen, sade han, borde ske oavsett om de dömda har eller saknar uppehållstillstånd. Partiledaren för Front National, Jean-Marie Le Pen, sade till BBC att den som invandrat till Frankrike och deltagit i våldet borde få sitt franska medborgarskap återkallat. Vid fyratiden på morgonen hade ytterligare 169 personer gripits och 394 bilar satts i brand. Från Parisregionen beskrev myndigheterna natten som mycket lugn.
I Bryssel sattes 10 bilar i brand, men brandkåren rapporterade att de tillåtits arbeta utan störningar och att det rörde sig om isolerade händelser utan någon folkhop eller upploppsstämning. Ytterligare 5 bilar brann i andra städer, vilket efter fyra nätter gör den belgiska totalsumman till 39.

### Torsdag 10 november
Åtta poliser från departementet Seine-Saint-Denis stängdes av från tjänst; en disciplinutredning fann att två av dem använt onödigt våld mot en ung man vid ett ingripande i La Courneuve. Övriga sex polismän ska ha bevittnat händelsen, som också filmats av tv-kanalen France 2. Från inrikesdepartementet poängterades vikten av att så snart ett disciplinförfarande inletts stänga av de berörda tjänstemännen från verksamheten. Man meddelade att åklagarmyndigheten inlett en förundersökning i fallet samt att mannens skador enligt läkarrapporten var så pass lindriga att sjukskrivning inte var aktuellt. Under natten eldhärjades 463 fordon och polisen grep eller förhörde 201 personer.

### Fredag 11 november
För polisen inleddes dagen med att garantera säkerheten vid huvudstadens högtidlighållande av 1918 års vapenvila; under morgonen deltog bland andra president Jacques Chirac i en minneshögtid i Paris. Senare meddelade Paris polisprefekt Pierre Mutz att han beslutat att förbjuda "varje samling som till sin natur tjänar till att provocera fram eller underhålla oordning". Förbudet, som gällde staden Paris mellan lördag 12 november klockan 10.00 och söndag 13 november klockan 08.00 innebar att mötesfriheten för första gången under oroligheterna inskränktes. Orsaken var ett antal meddelanden via SMS och internet som manade till samling under Eiffeltornet på fredagen och på Champs-Elysées på lördagen. Transportnätet, och då främst RER-tågen, hade också satts under bevakning. I media ifrågasattes inrikesministerns utspel om omedelbar utvisning av deltagare i upploppen. Många av de unga deltagarna hade, på grund av just sin låga ålder, inte haft laglig möjlighet att söka franskt medborgarskap ännu. En tidigare lagändring hade dock stärkt invandrares rättigheter, inte minst vad gäller minderåriga. I realiteten kunde det alltså innebära att det blir omöjligt att verkställa ministerns förslag, undantaget de enstaka fall där den dömde saknar giltigt uppehållstillstånd. Fem av de åtta polismän som stängts av för utförande eller deltagande i övervåld var föremål för en förundersökning; en av dem hade rörelserestriktioner. På fredageftermiddagen genomförde 200-300 personer en demonstration vid ett fredsmonument framför Eiffeltornet; bland arrangörerna fanns representanter för ett stort antal föreningar med anknytning till socialt arbete i Paris förorter. Demonstrationens tema var "ja till frid" och "hindra våldet" men i diskussioner med media tolkades budskapet genom förslag till olika sociala åtgärder. Under kvällen kastade en man på motorcykel in två brandbomber i en moské i Carpentras i departementet Vaucluse i södra Frankrike. Besökare i moskén bevittnade händelsen men ingen skadas. Det är oklart om händelsen hade samband med övriga oroligheter, men president Jacques Chirac uttalade sitt starka stöd för stadens muslimska samfund. Strax över 500 bilar brann upp under natten och 206 personer greps av polisen, vilket var en ökning från de två tidigare, lugnare nätterna.

### Lördag 12 november
Den unge man som utsatts för övervåld av polisen greps på morgonen i sitt hem i Bourget, misstänkt för att ha kastat sten mot stadens brandmän under gårdagskvällen. Klockan 10.00 inträdde mötesförbud i staden Paris, men vissa undantag från förbudet har beviljats. I lördagens Le Figaro talades om svenska Rinkeby som ett dygdemönster för integration av invandrare.,. Samtidigt hade flera franska tv-kanaler börjat med självcensur för att undvika att rapporteringen från oroligheterna inspirerar till nya våldsdåd. Vid sjutiden på lördagskvällen begav sig Nicolas Sarkozy till Champs-Elysées, bland annat för att inspektera metrostationen vid place Charles de Gaulle. Något hundratal personer mötte honom med applåder men också burop och okvädningsord; de senare rapporterades vara starkast och krav på hans avgång blandades med "Liberté, égalité, fraternité, mais pas dans les cités" (ungefär "Frihet, jämlikhet, broderskap, men inte för våra kvarter"). Vid en presskonferens senare på kvällen noterade ministern kort att det är lördagskväll och folk måste få finnas på Champs-Elysées. Han meddelade också att processen med utvisning av utländska deltagare i upploppen fortskred och att de första utvisningarna skulle komma att ske redan i början av veckan. Under kvällen samlades 650 personer i Paris för att protestera mot undantagslagarna. Demonstrationen var lugn och föll inte inom ramen för de inskränkningar i mötesfriheten som Paris polisprefekt infört under helgen. Budskapet handlade om att "den som sår misär skördar ilska". Flera medier citerade AFP, som rapporterade att för första gången sedan upploppen inleddes den 27 oktober hade våldet nu spridit sig till stadskärnan i en fransk storstad. På place Bellecour i centrum av Lyon använde polisen tårgas för att skingra ett ungdomsgäng som kastade sten och soptunnor. Två personer greps; Lyon och 10 andra kommuner i området hade vid det här laget infört utegångsförbud för omyndiga utan medföljande vuxen mellan klockan 22 och 06. I Carpentras trappades våldet upp när en förskola och en skola stacks i brand. Under natten eldhärjades även 374 fordon och 212 personer greps; därmed överskred det totala antalet omhändertaganden 2500.

### Söndag 13 november
Till följd av nattens händelser beslutade prefekten i departementet Rhône att förbjuda offentliga sammankomster i centrala Lyon. I ett trettiotal städer gällde fortfarande utegångsförbud. 

## Politik
Upploppen har fått stora effekter på fransk inrikespolitik. Till en början hanterades frågan av dåvarande inrikesminister Nicolas Sarkozy ensam, som ditintills gjort sig känd för en sträng hållning mot våld och kriminalitet. Hans attityd har, av vissa, dock kommit att ses som alltför konfrontatitv och provocerande, inte minst genom hans uttalande om slödder (racaille). Sarkozy vidhåller dock sin ställning och har sedan dess även hotat deltagarna i upploppen med höga fängelsestraff.
Efter händelserna valdes Sarkozy till president, men vid tiden för händelserna kritiserades han av premiärminister Dominique de Villepin och den dåvarande presidenten Jacques Chirac, samt av den mindre inflytelserike ministern för befrämjande av lika möjligheter, Azouz Begag. De två avlidna pojkarnas familjer avstod från att möta president Sarkozy, eftersom de ansåg honom inkompetent. Det var till synes de Villepin och Chirac som stod för vädjanden om lugn och en återgång till ordningen.
Även om Sarkozy möttes av hårda ord från förorterna har han ett starkt stöd inom regeringspartiet UMP och i en opinionsmätning av CSA som publicerade under helgen 5-6 november anser mer än 50 % att inrikesministern gör ett gott arbete. Någonting som också bekräftades i det allmänna valet 6 maj 2007, då han valdes till president, av den majoritet fransmän som inte ansåg honom vara inkompetent.
I december 2005 lade den franska säkerhetspolisen fram en rapport om upploppen, där dessa sades var "spontana" och utan någon bakomliggande politisk organisering.

## Musik
Upploppen stod som inspirationskälla för flera låtskrivare. Bland annat några i Sverige:
- Helt Off - Det brinner i Paris
- Kristian Anttila - Paris